# 格特鲁德·伯格
格特鲁德·伯格（英語：Gertrude Berg，1899年10月3日—1966年9月14日），女，美国演员。曾获得黄金时段艾美奖喜剧类电视系列剧最佳女主角。